# موش جنگلی مکزیکی
موش جنگلی مکزیکی (نام علمی: Neotoma mexicana) نام یک گونه از سرده موش کپه‌ساز است.